# ميلتون إتش. غراهام
ميلتون إتش. غراهام هو سياسي أمريكي، ولد في 23 مارس 1919 في فيرفيلد في الولايات المتحدة، وتوفي في 25 أغسطس 2006 في فينيكس في الولايات المتحدة.